# Slatka Georgiewa
Slatka Janewa Georgiewa (bulgarisch Златка Янева Георгиева, englisch Zlatka Georgieva; * 20. Juli 1969 in Warna) ist eine ehemalige bulgarische Leichtathletin, die sich auf den Sprint spezialisiert hat und zum Ende ihrer Karriere auch im Dreisprung an den Start ging. Ihren größten Erfolg feierte sie mit dem Gewinn der Bronzemedaille über 200 Meter bei den Halleneuropameisterschaften 1996 in Stockholm.

## Sportliche Laufbahn
Erste internationale Erfahrungen sammelte Slatka Georgiewa vermutlich im Jahr 1987, als sie bei den Junioreneuropameisterschaften in Birmingham mit 12,72 s in der ersten Runde im 100-Meter-Lauf ausschied und über 200 Meter in 24,99 s den sechsten Platz belegte. Zudem gelangte sie mit der bulgarischen 4-mal-400-Meter-Staffel mit 3:43,66 min auf Rang sechs. 1992 siegte sie bei den Balkanspielen in Sofia über 100 und 200 Meter. 1993 schied sie bei der Sommer-Universiade in Buffalo mit 11,72 s im Halbfinale über 100 Meter aus und belegte im 200-Meter-Lauf in 23,50 s den siebten Platz. Im Jahr darauf gelangte sie bei den Europameisterschaften in Helsinki mit 23,46 s auf den achten Platz über 200 Meter und 1995 belegte sie bei den Hallenweltmeisterschaften in Barcelona in 23,36 s den fünften Platz. Im August schied sie bei den Weltmeisterschaften in Göteborg mit 11,37 s im Viertelfinale über 100 Meter aus und schied über 200 Meter mit 22,98 s im Semifinale aus. Daraufhin gewann sie bei den Studentenweltspielen in Fukuoka in 23,04 s die Bronzemedaille über 200 Meter hinter der Chinesin Du Xiujie und Oksana Djatschenko aus Russland. Im Jahr darauf gewann sie bei den Halleneuropameisterschaften in Stockholm in 23,40 s die Bronzemedaille über 200 Meter hinter der Spanierin Sandra Myers und Erika Suchovská aus Tschechien. Im Juli schied sie bei den Olympischen Sommerspielen in Atlanta mit 11,99 s im Viertelfinaleüber 100 Meter aus und kam über 200 Meter mit 24,05 s nicht über den Vorlauf hinaus. Zudem schied sie auch mit der 4-mal-100-Meter-Staffel mit 44,19 s in der Vorrunde aus. 1997 belegte sie bei den Balkanspielen in Athen mit 13,76 m den vierten Platz im Dreisprung und im August schied sie bei den Weltmeisterschaften ebendort mit 13,52 m in der Qualifikationsrunde aus. Daraufhin wurde sie bei der Sommer-Universiade in Catania mit 13,30 m Neunte und beendete dann im selben Jahr ihre aktive sportliche Karriere im Alter von 28 Jahren.
1997 wurde Georgiewa bulgarische Meisterin im Dreisprung.

## Persönliche Bestleistungen
- 100 Meter: 11,24 s (−0,3 m/s), 27. Mai 1995 in Granada
  - 60 Meter (Halle): 7,52 s, 25. Februar 1996 in Stockholm
- 200 Meter: 22,94 s (+1,0 m/s), 25. Mai 1996 in Rethymno
  - 200 Meter (Halle): 23,03 s, 10. März 1995 in Barcelona
- Dreisprung: 13,86 m (+2,0 m/s), 24. Mai 1996 in Sofia